# Bahnhof Cerbère
Der Bahnhof Cerbère ist der letzte Bahnhof der grenzüberschreitenden Bahnstrecke Narbonne–Portbou in Frankreich. Er liegt unmittelbar an der Grenze zu Spanien, der Endbahnhof Portbou befindet sich bereits jenseits der Grenze. Bis zur Inbetriebnahme der Neubaustrecke Perpignan–Figueres war er neben dem Bahnhof Hendaye der wichtigste französische Grenzbahnhof vor der Iberischen Halbinsel.

## Lage

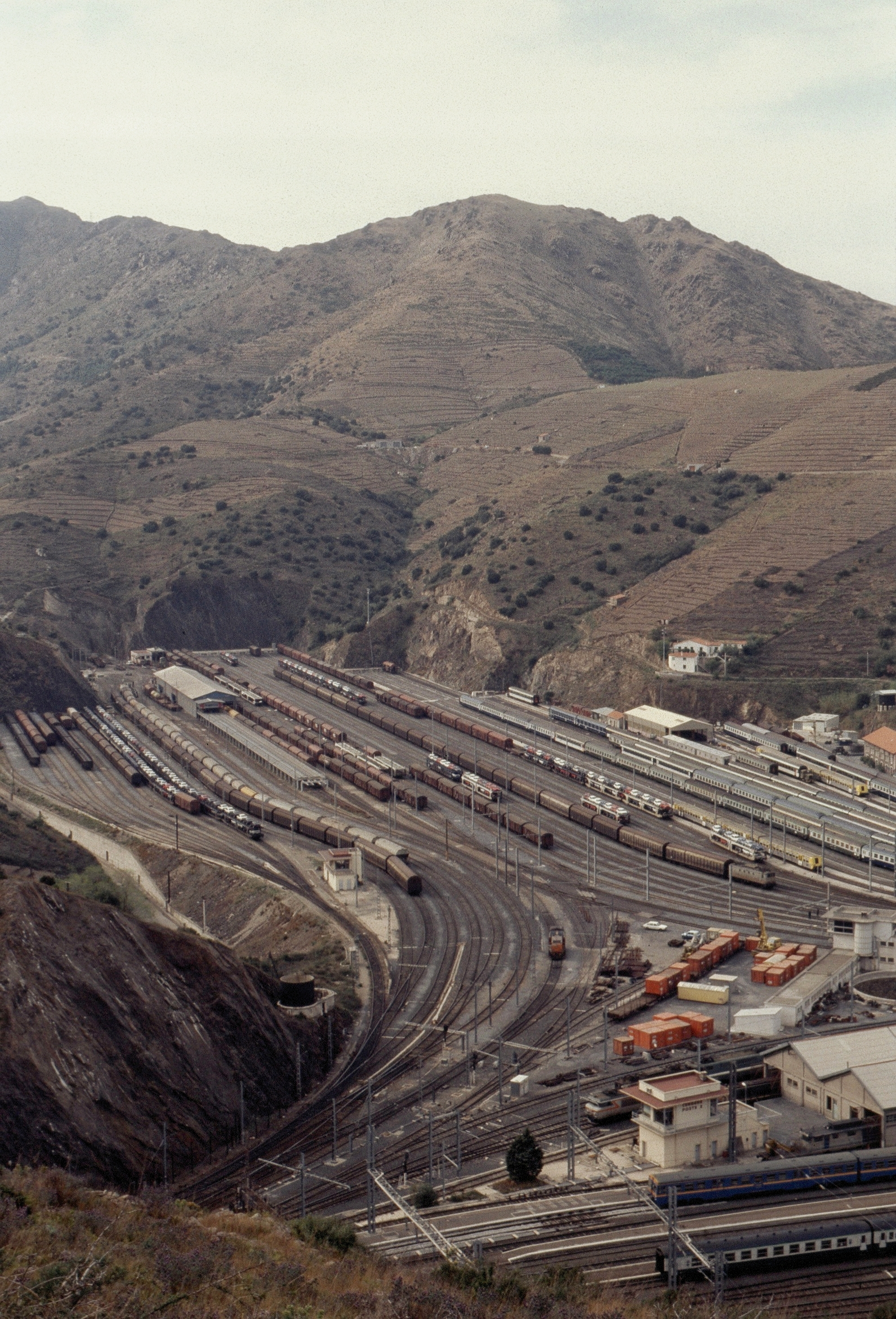
In den Berg „hineingebauter“ Güter- und Abstellbahnhof, 1989

Cerbère liegt an der südfranzösischen Mittelmeerküste am Ostrand der Ausläufer der Pyrenäen im Département Pyrénées-Orientales. Der Personenbahnhof befindet sich auf einem gemauerten Viadukt in 21 Meter Höhe am westlichen Rand der Altstadt. Der umfangreiche Güterbahnhof wurde in den Berg „hineingebaut“.

## Geschichte
Der Bahnhof wurde 1878 von der Compagnie des chemins de fer du Midi et du Canal latéral à la Garonne mit der Bahnstrecke Perpignan−Port-Bou in Betrieb genommen. Er wird seit 1937 von der SNCF betrieben und ist Halte- bzw. Endpunkt für Fern- und Regionalzüge sowie Endbahnhof für Züge der spanischen Renfe. Im Bahnhof Portbou umgespurte Talgo-Züge der Renfe bzw. der Elipsos S.A. fuhren durch bis Montpellier, Mailand und Zürich. 1982 wurden die Bahnstrecke und der Bahnhof elektrifiziert.

## Beschreibung

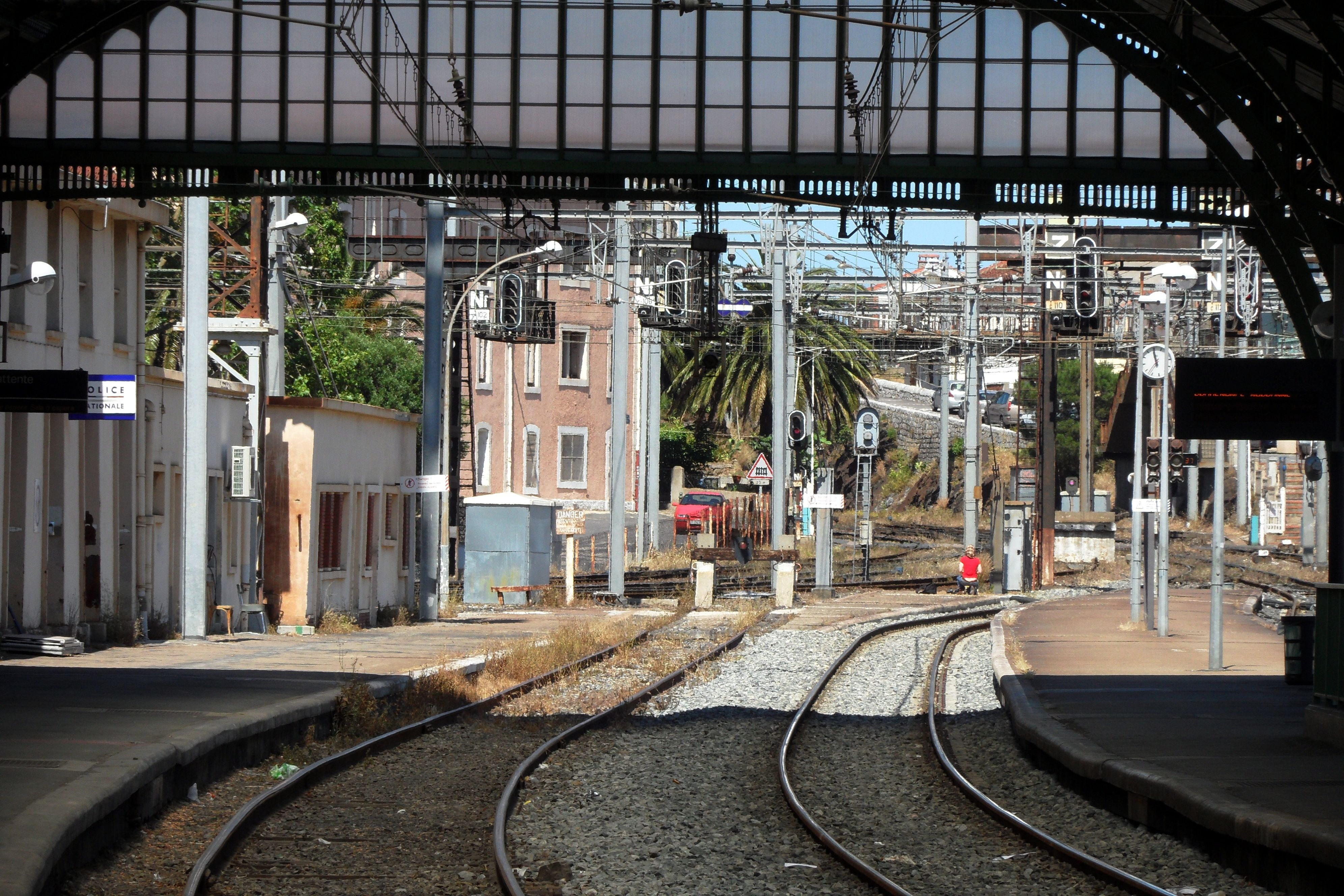
Zwei Spurweiten in der Bahnsteighalle, links das Breitspur-, rechts das Regelspurgleis

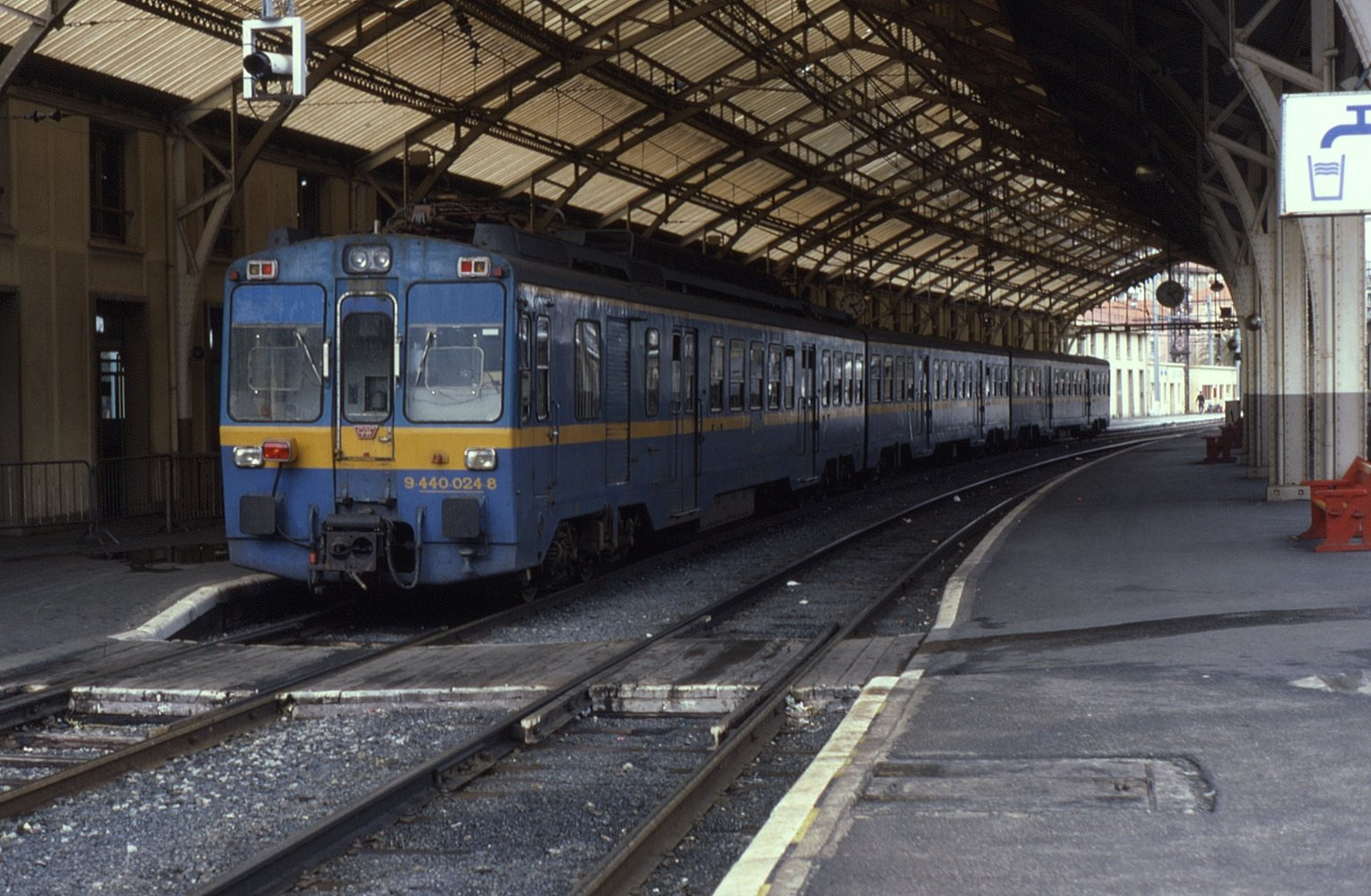
Breitspuriger Triebwagen (Baureihe 440 der RENFE) in Cerbère, 1987

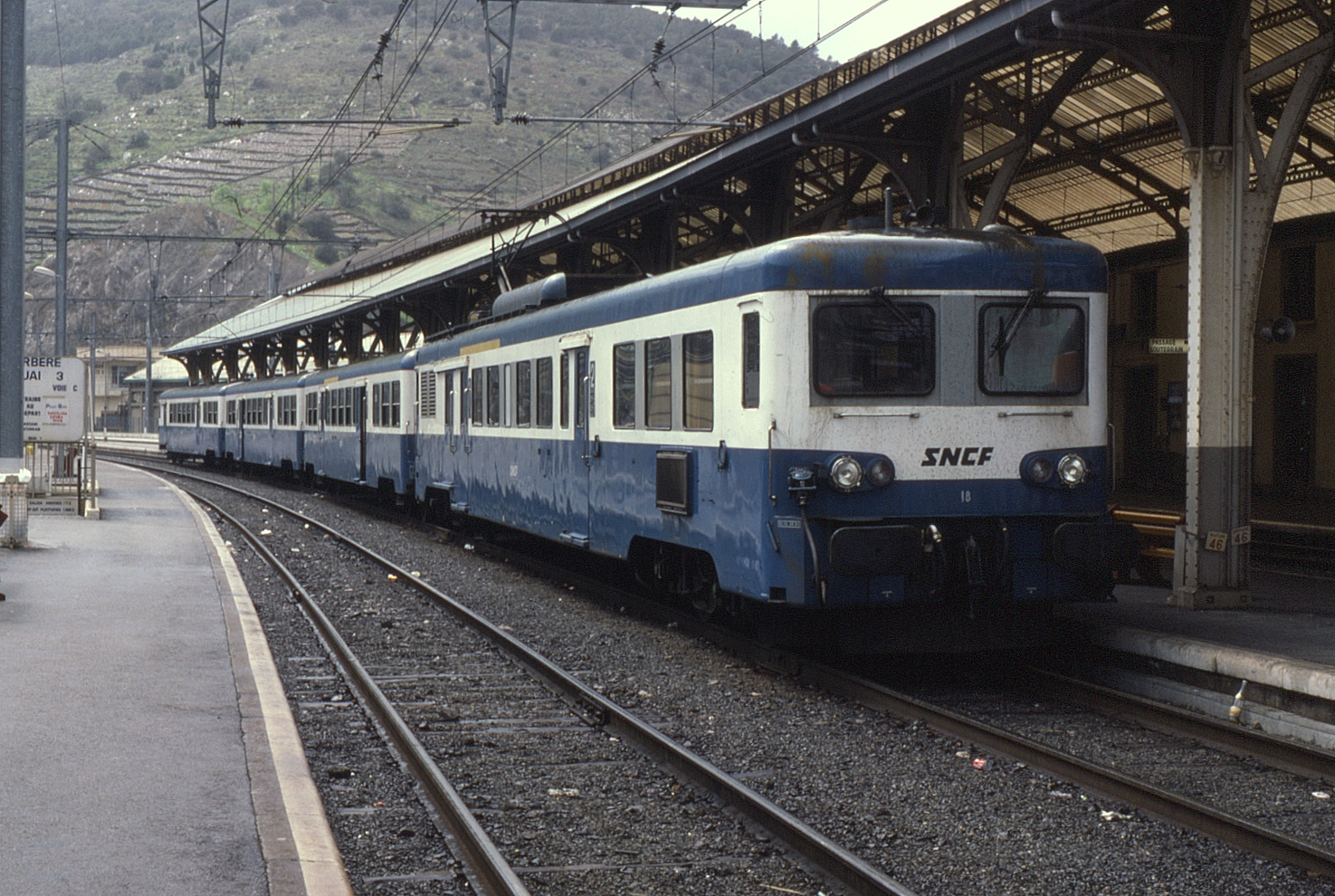
Regelspuriger Triebwagen der SNCF (Baureihe Z 7100) in Cerbère, 1987

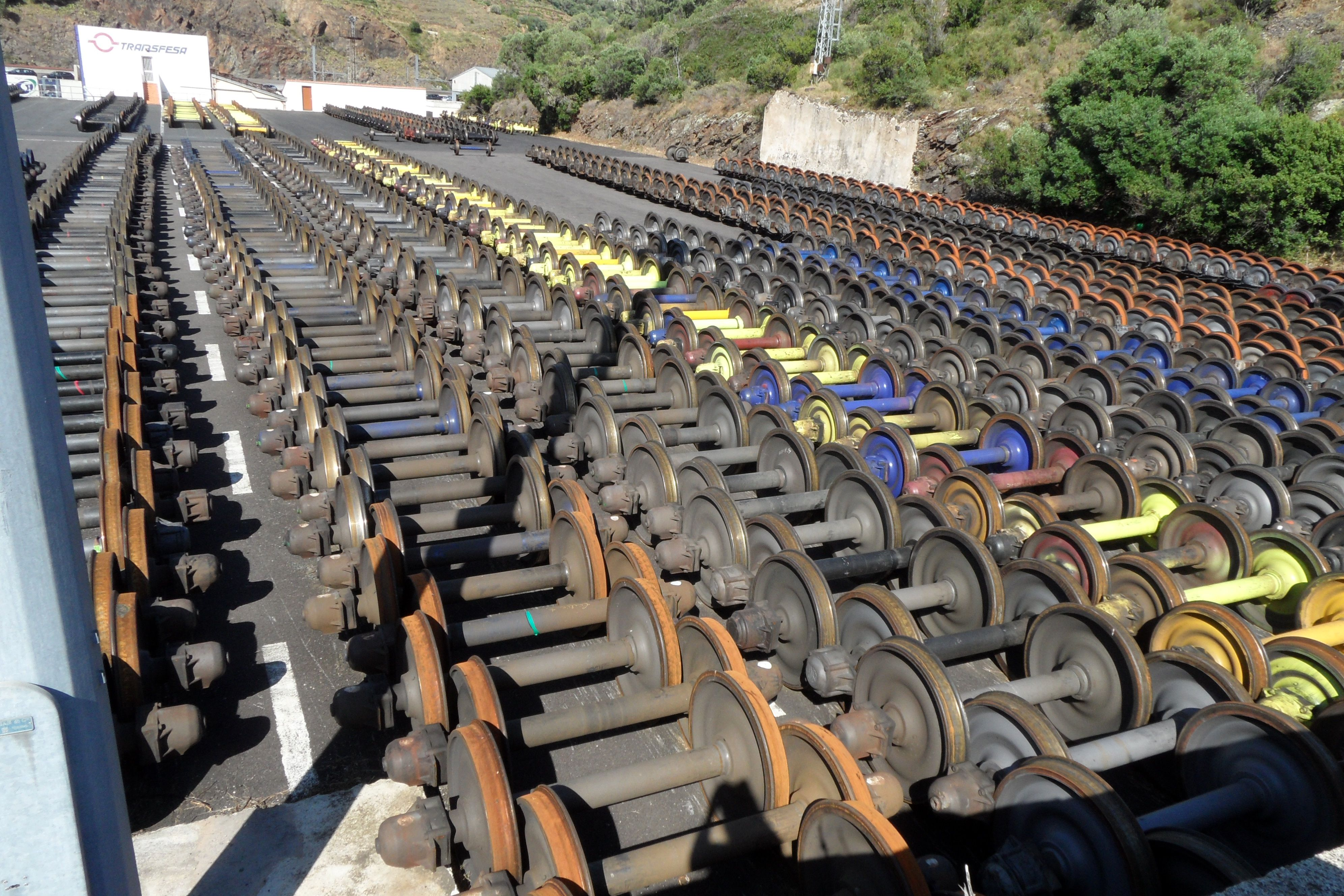
Transfesa-Radsatzlager für das Umspuren von Güterwagen

Die von Banyuls-sur-Mer kommende regelspurige, zweigleisige Hauptbahn führt unmittelbar südlich des Bahnhofs Cerbère eingleisig in einem Tunnel in den spanischen Grenzort Portbou. Das zweite Gleis in diesem Tunnel ist das in Cerbère endende Breitspurgleis von Barcelona. Die in Richtung Portbou rechts parallel verlaufende Röhre endet im Berg und enthält ein regelspuriges Ausziehgleis.
Der Bahnhof hat eine Fläche von 30 Hektar, wobei der überwiegende Teil dem Güterbereich vorbehalten ist. Die gesamte Gleislänge beträgt 19 Kilometer. Die Umspuranlage des Unternehmens Transfesa erlaubt den Radsatzwechsel für den Übergang von Güterwagen vom mitteleuropäischen Normalspur- auf das iberische Breitspurnetz und umgekehrt.
Der Personenbahnhof umfasst fünf Gleise an drei Bahnsteigen, das langgestreckte Bahnhofsgebäude liegt auf der dem Ort abgewandten Seite. Das Stumpfgleis am Hausbahnsteig ist breitspurig, auf ihm enden die Züge von Barcelona. Der Reisezug- und der Güterbereich sind nahezu rechtwinklig zueinander angeordnet. Der jährliche Güterumschlag beläuft sich auf  2 500 000 Tonnen.

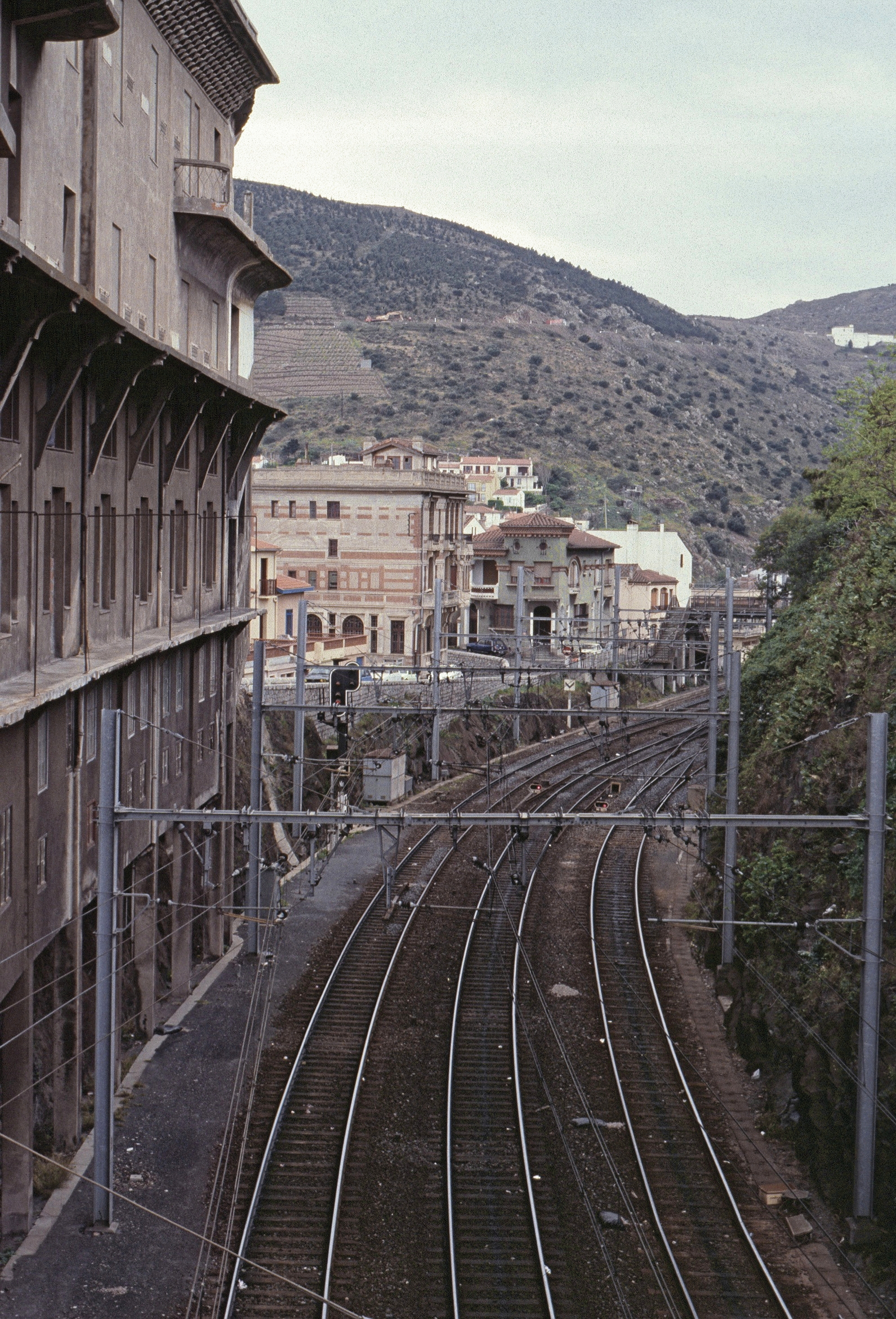
Nördliche Bahnhofseinfahrt, 1989
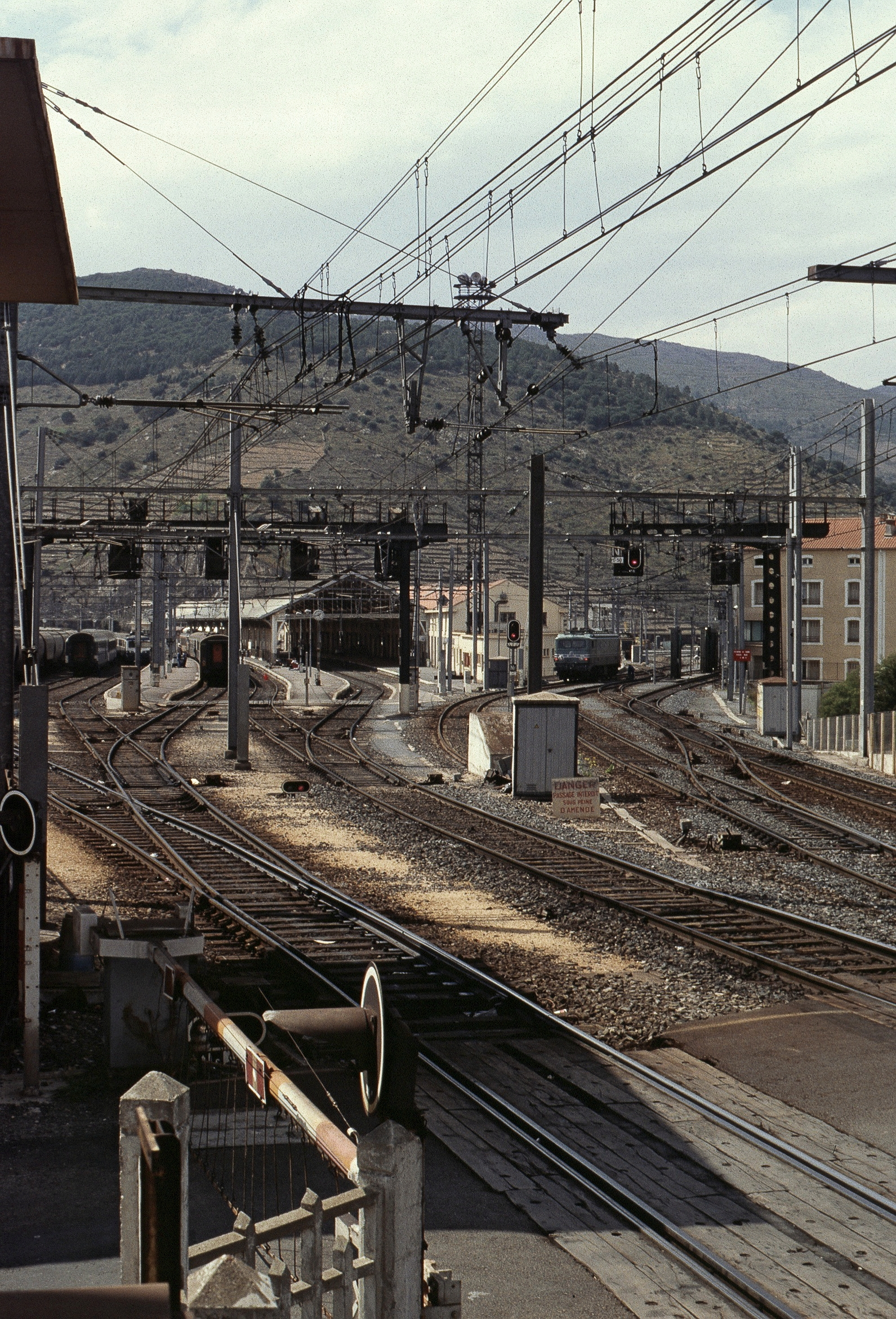
Blick von Norden, rechts die Zufahrt zum Güterbahnhof, 1989
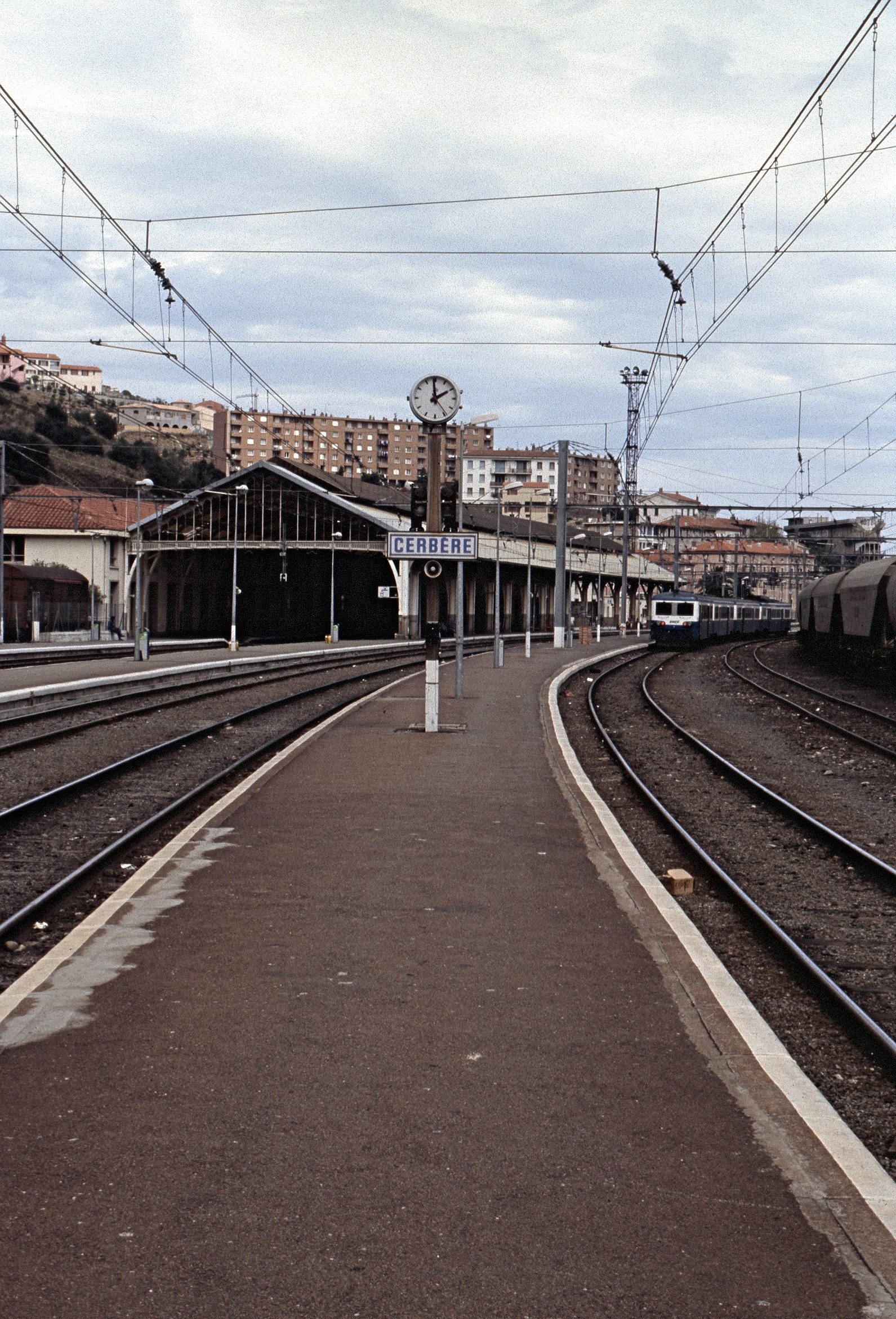
Bahnsteig und Halle von Süden, 1989
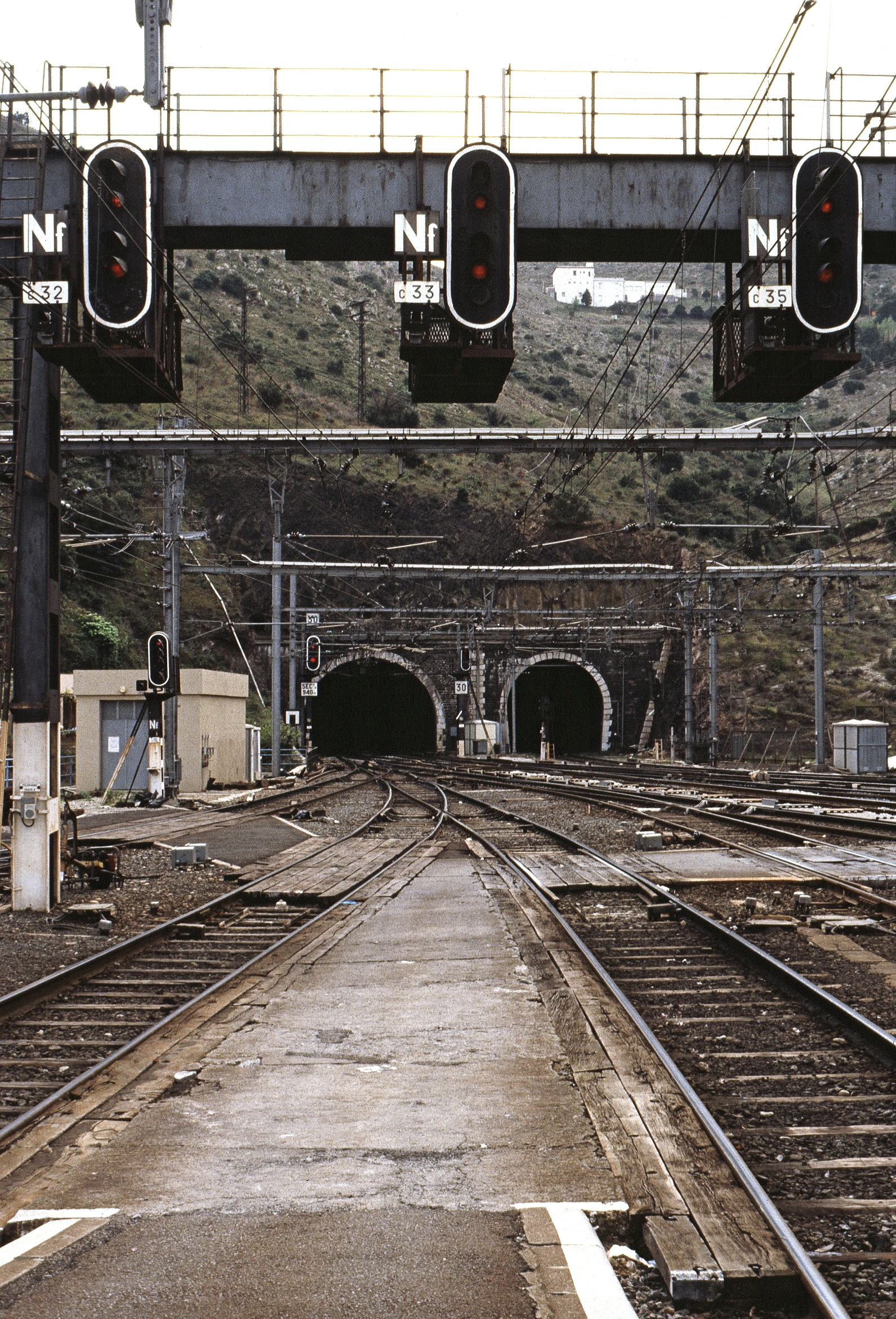
Die zwei Tunnel nach Portbou, links Streckengleise (links Regel-, rechts Breitspur), rechts das Ausziehgleis, 1989